# Thomson-híd

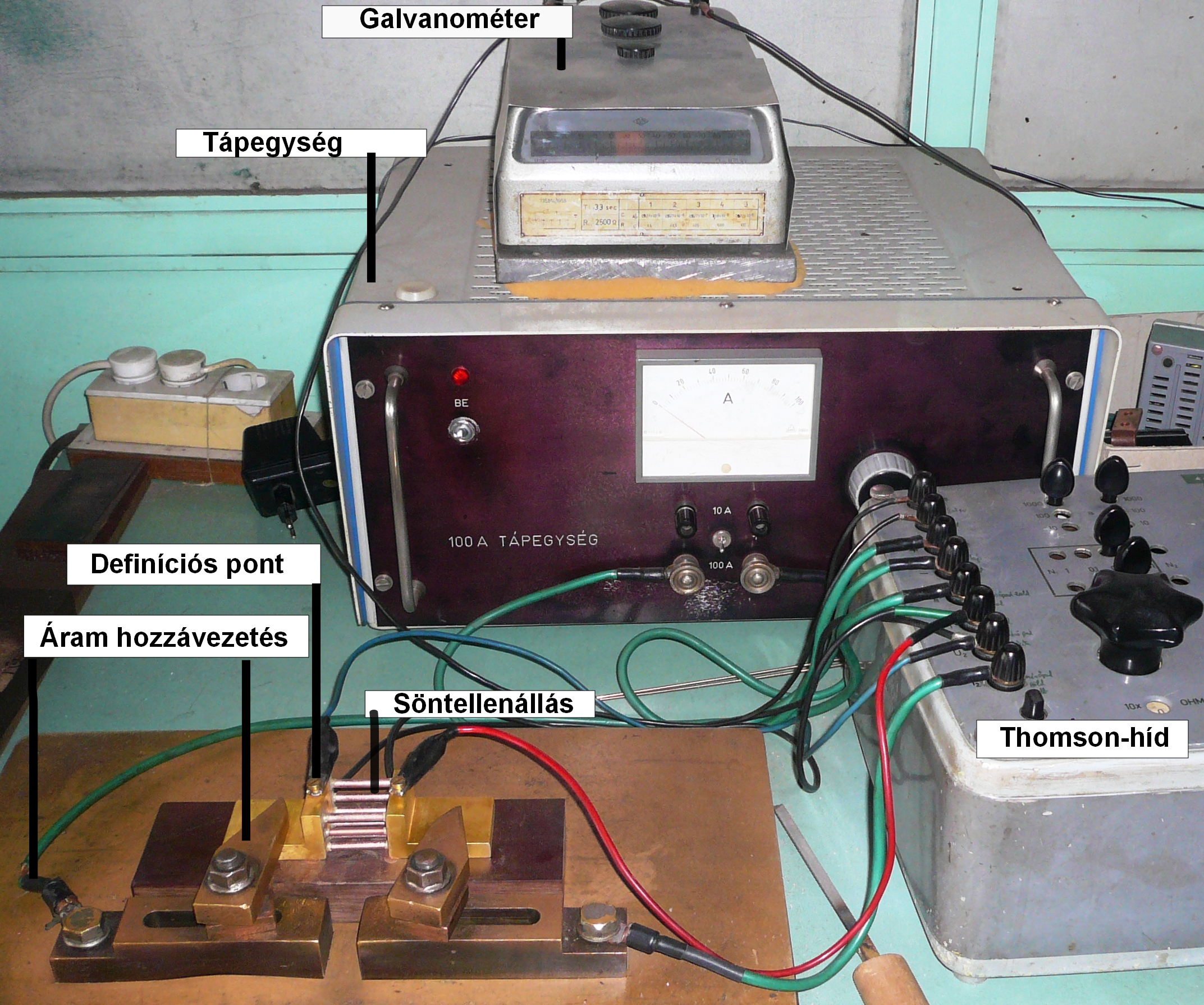
Mérési elrendezés Thomson-hídban. A képen jól látható az áram hozzávezetés állítható menetes leszorítása, a potenciálpontok kialakítása a söntellenálláson a feszültségesés elvezetéséhez, a fénymutatós galvanométer, a híd, valamint a tápegység.

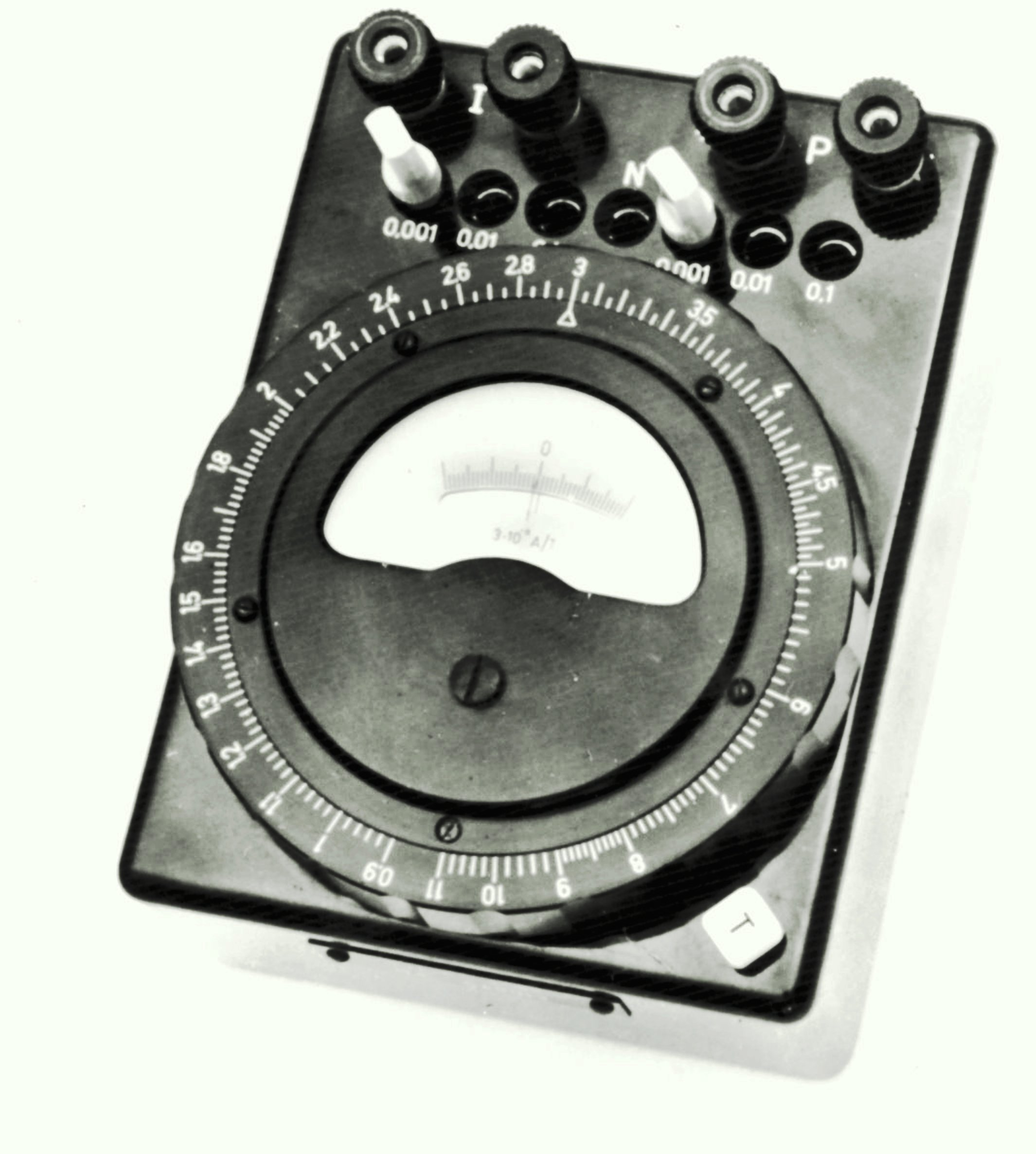
Csúszóhuzalos Thomson-híd, beépített galvanométerrel

A Thomson-híd (más néven Kelvin-híd vagy Thomson-féle kettős híd) elsősorban nagyon kicsi ellenállások (kb. 0,001 mΩ – ~25 Ω) mérésére alkalmas áramköri elrendezés. William Thomson találta fel, a Sir Charles Wheatstone által  1843-ban továbbfejlesztett Wheatstone-híd módosításával. Thomson-hídban mérik be a nagyon kis értékű ellenállásokat, így az interpoláló szelencéket, söntellenállásokat, normálellenállásokat, etalon-ellenállásokat. A Thomson-híd kiküszöböli a hozzávezetésekből származó, a bekötőhuzal ellenállásából adódó mérési pontatlanságokat, amiket az okoz, hogy a mérendő érték és a bekötőhuzal ellenállása összehasonlítható nagyságú, esetenként a bekötőhuzal ellenállása nagyságrendekkel nagyobb. A mérés minden esetben négyvezetékes méréssel történik, ahol két vezeték az áramhozzávezetést szolgálja, míg a másik kettő a galvanométer bekötésére szolgál a potenciálpontok közötti feszültség méréséhez. A Thomson-híddal sikerült az 1 Ω értékű normálellenállásból az 1:10, 1:100 arányban való mérésekkel fokozatosan az 1/1000 és az 1/10 000 Ω-os normálellenállást leszármaztatni, a normálellenállásokhoz megkövetelt megbízhatósággal.

## Szükségessége
Egyéb mérési módszerek esetén (például Wheatstone-híd) a bekötővezeték ellenállása hozzáadódik a mérendő Rx ellenálláshoz. A szabványos mV zsinórpár ellenállása 0,035 Ω. Ez kis ellenállások mérésénél már nem elhanyagolható. A Thomson-híd szakszerű használatával ez a hiba kiküszöbölhető.
| Mérendő ellenállás Ω | Hiba % | Mérendő ellenállás Ω | Hiba %    |
| -------------------- | ------ | -------------------- | --------- |
| 25                   | 0,14   | 0,01                 | 350       |
| 10                   | 0,35   | 0,001                | 3500      |
| 5                    | 0,70   | 0,0001               | 35 000    |
| 1                    | 3,5    | 0,00001              | 350 000   |
| 0,1                  | 35     | 0,000001             | 3 500 000 |

A Wheatstone-hidat 1833-ban Samuel Hunter Christie találta fel, majd 1843-ban Sir Charles Wheatstone fejlesztette tovább és terjesztette el. William Thomson felismerve ennek kis értékű ellenállások mérésénél okozott hibáit, megalkotta a bekötővezetékek által okozott hibát kiküszöbölő hidat, melyet Kirchhoff és Gustav Hansemann fejlesztett tovább. Az így módosított hidat már 1890 előtt gyártották.

## Jelentősége
A Thomson-híddal sikerült az 1 Ω értékű normálellenállásból az 1:10, 1:100 arányban való mérésekkel fokozatosan az 1/1000 és az 1/10 000 Ω-os normálellenállást leszármaztatni, a normálellenállásokhoz megkövetelt megbízhatósággal. Nagyobb, de műszaki célokra még jó kielégítő bizonytalansággal 10−6 Ω is mérhető ezzel a hídkapcsolással. Tájékoztatásul a legkisebb normálellenállás 0,0001 Ω értékű, amelynek tényleges ellenállását 0,01–0,02%-áig ismerhetjük.

## Elve

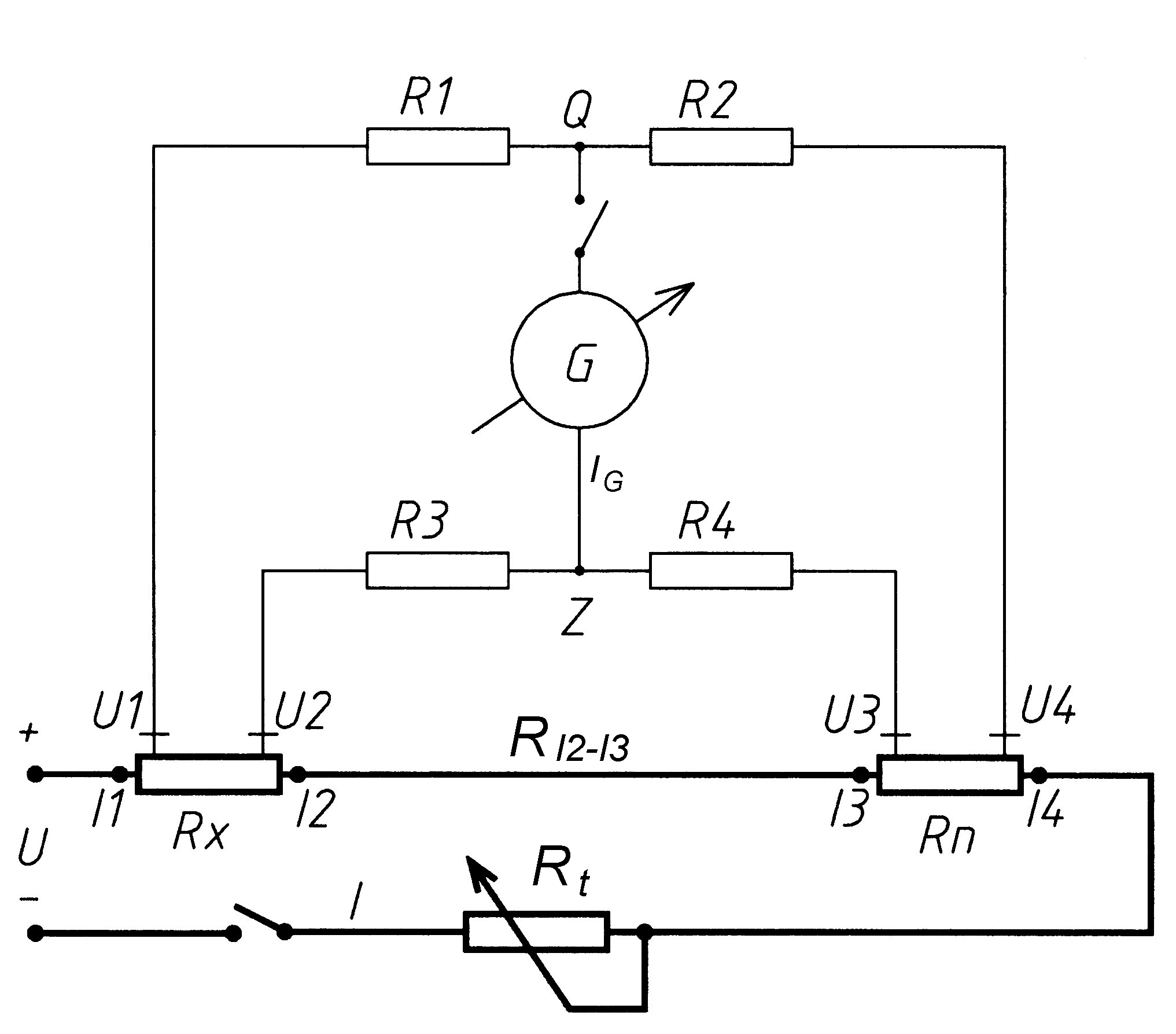
A Thomson-híd kapcsolási vázlata

A kapcsolás elve az, hogy az Rx ismeretlen és az Rn ismert ellenállást sorba kapcsolják, mintegy a főáramkört alkotva, és azokon viszonylag nagy egyenáram folyik. Az I áram nagyságát az áramkorlátozó ellenállással (Rt) lehet beállítani. A két ellenállás definíciós pontjára kapcsolják a négy nagyobb ellenállásból (R1, R2, R3, R4) összeállított mellékáramkört, így az ismeretlen Rx ellenállást öt ismert ellenállásból állapítják meg. Mechanikai kényszer biztosítja, hogy az ellenállások változtatása során is érvényes legyen ez az egyenlet:
{\displaystyle {R_{1} \over {R_{3}}}={R_{2} \over {R_{4}}}} vagy {\displaystyle {R_{1} \over {R_{2}}}={R_{3} \over {R_{4}}}},

és ezt a négy ellenállást addig változtatják, míg a galvanométer árammentes nem lesz (IG=0). Ekkor a Q és a Z pontok potenciálja azonos (értelemszerűen a hat ág ellenállásai nem lehetnek egymással egyenlőek, R1>>Rx, R2>>Rn), tehát
{\displaystyle R_{3}\cdot I_{R3}+R_{x}\cdot I_{Rx}=R_{1}\cdot I_{R1}}
{\displaystyle R_{4}\cdot I_{R4}+R_{n}\cdot I_{Rn}=R_{2}\cdot I_{R2}}
A galvanométer árammentes, a Q és a Z pont nem elágazás, vagyis

{\displaystyle I_{R3}=I_{R4}} és {\displaystyle I_{R1}=I_{R2}}, valamint {\displaystyle I_{Rx}=I_{Rn}}
az előbbi két egyenlet osztásával

{\displaystyle {(R_{3}\cdot I_{R3}+R_{x}\cdot I_{Rx}) \over {(R_{4}\cdot I_{R4}+R_{n}\cdot I_{Rn})}}={R_{1}\cdot I_{R1} \over {R_{2}\cdot I_{R2}}}={R_{1} \over {R_{2}}}},
viszont

{\displaystyle {R_{3} \over {R_{4}}}={R_{1} \over {R_{2}}}={R_{1}\cdot I_{R1} \over {R_{2}\cdot I_{R2}}}={R_{3}\cdot I_{R3} \over {R_{4}\cdot I_{R4}}}};

az előző két egyenlet összevetésével

{\displaystyle {R_{1}\cdot I_{R1} \over {R_{2}\cdot I_{R2}}}={(R_{x}\cdot I_{Rx}+R_{3}\cdot I_{R3}) \over (R_{n}\cdot I_{Rn}+R_{4}\cdot I_{R4})}}.
Ez csak akkor lehetséges, ha

{\displaystyle {R_{x}\cdot I_{Rx} \over {R_{n}\cdot I_{Rn}}}={R_{3}\cdot I_{R3} \over {R_{4}\cdot I_{R4}}}} vagy {\displaystyle {R_{x} \over {R_{n}}}={R_{1} \over {R_{2}}}={R_{3} \over {R_{4}}}}
A Thomson-híd segítségével két kis ellenállás (Rx és Rn) arányát két megfelelően nagy ellenállás arányával (R1 és R2, illetve R3 és R4) fejezik ki. Ezek olyan nagyok lehetnek, hogy a csatlakozóvezetékek ellenállása elhanyagolható. 
Így: {\displaystyle R_{x}=R_{n}\cdot {R_{1} \over {R_{2}}}=R_{n}\cdot {R_{3} \over {R_{4}}}}.

## Kivitele

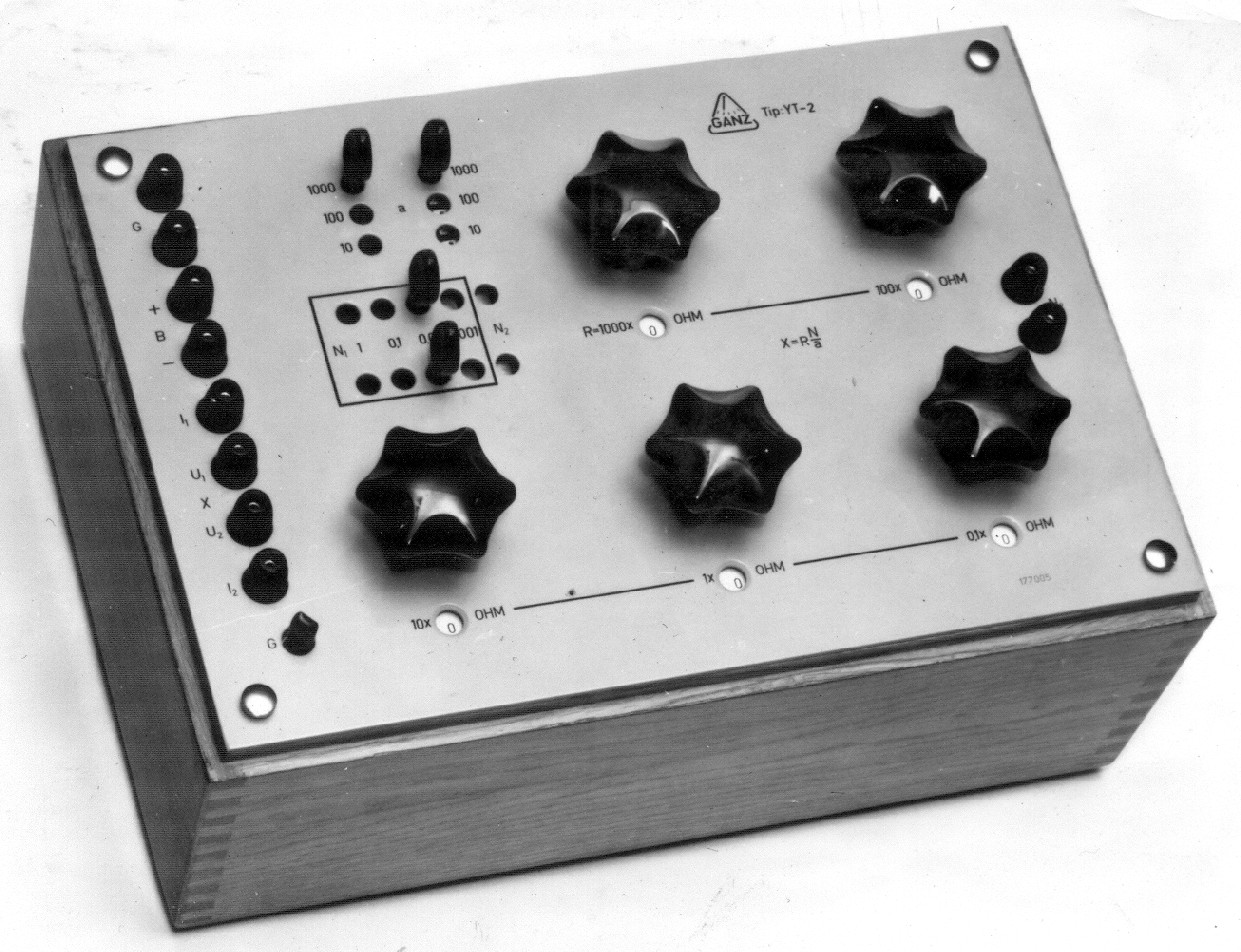
Thomson-híd

Az analóg Thomson-hidakat többféle kivitelben gyártják. Az egyikben csak a nagyobb ellenállású négy ágat építik be (R1, R2, R3 és R4). Ezek közül az ismeretlen Rx ellenálláshoz csatlakozó R1 és R3  (többnyire mechanikai kényszerkapcsolatban) három-három, vagy négy-négy azonos dekádsor:  pl. 9×100+9×10+9×1+9×0,1 Ω.
Az ismert Rn ellenálláshoz kapcsolható R2 és R4 általában 10 egész kitevőjű hatványa, így 10–10 Ω, 100–100 Ω vagy 1000–1000 Ω.
A fő áramkört ezeknél a hidaknál külön kell elkészíteni. Az Rn ellenállás helyére normálellenállást, vagy egy pontos etalon-ellenállást is lehet tenni.
A másik kivitelnél az Rn ellenállást is beépítik, mint nagy keresztmetszetű kalibrált manganinhuzal.
Készülnek hidak a képen látható kivitelben is. Itt a dekádellenállás (többnyire mechanikai kényszerkapcsolatban) öt-öt azonos dekádsor:  pl. 9×1000+9×100+9×10+9×1+9×0,1 Ω. A dekádellenállás általában 10 egész kitevőjű hatványa, így például 1:1=1, 1:10=0,1 1:100=0,01, 1:1000=0,001. A híd kiegyenlítésének feltétele, hogy a beállított értékekkel a szükséges ellenállást tudjuk beállítani. Így például egy 60 mV=0,06 V feszültségesésű söntellenállás, amelynek névleges árama 10 A, az ellenállását 0,06 V/ 10 A= 0,006 Ω-ra kell bemérni. A beállítás a=1000, R=600 Ω, N1=0,01. Így X=R×N1/a=600 Ω×0,01/1000=0,006 Ω. Ez az összefüggés X=R×N/a  tulajdonképpen a {\displaystyle R_{x}=R_{n}\cdot {R_{1} \over {R_{2}}}=R_{n}\cdot {R_{3} \over {R_{4}}}} más formában történő felírása. (Az N2 állás külső normálellenállás, vagy etalon-ellenállás esetén van használva). A csúszóhuzalos hidaknál a két dekádellenállást két ellenálláshuzal, és egy kis ellenállású elvezető huzal biztosítja.

## A galvanométer
Jó elkészítés esetén egy-egy ág bizonytalansága 0,01%–0,02%, az eredményé tehát 1‰-nél kisebb. A galvanométernél lényeges a nullapont stabilitása. Tulajdonképpen azt kell észlelni, amikor éppen nem folyik áram. A mai korszerű feszítettszálas kivitelű műszereknél ez a feltétel teljesül. Lényeges még a galvanométer beállási ideje. A galvanométernek csillapodó lengésekkel maximum 4 s alatt kell beállni az átfolyó áramnak megfelelő kitérésre. Lényeges szempont még, hogy a galvanométer felől nézve a híd Rk ellenállása valamivel nagyobb legyen, mint a galvanométer külső kritikus ellenállása. Ebből kifolyólag külön gyártanak galvanométereket Thomson-hídhoz, és Wheatstone-hídhoz. Ezek belső ellenállása eltérő, és illeszkednek a hidak külső ellenállásához. Készülnek hidak beépített galvanométerrel is.
| Alkalmazás        | Áramérzékenység A/osztás       | Bemenő ellenállás Ω | Külső határellenállás Ω | Beállási idő sec |
| ----------------- | ------------------------------ | ------------------- | ----------------------- | ---------------- |
| Wheatstone-hídhoz | 1×10−7, 5×10−7, 1×10−6, 5×10−6 | 1000-1920-1080-240  | 16 500                  | 4                |
| Thomson-hídhoz    | 1×10−6, 5×10−6, 1×10−5, 5×10−5 | 20-32-18-4          | 230                     | 4                |

## Ellenállása a galvanométer felől nézve

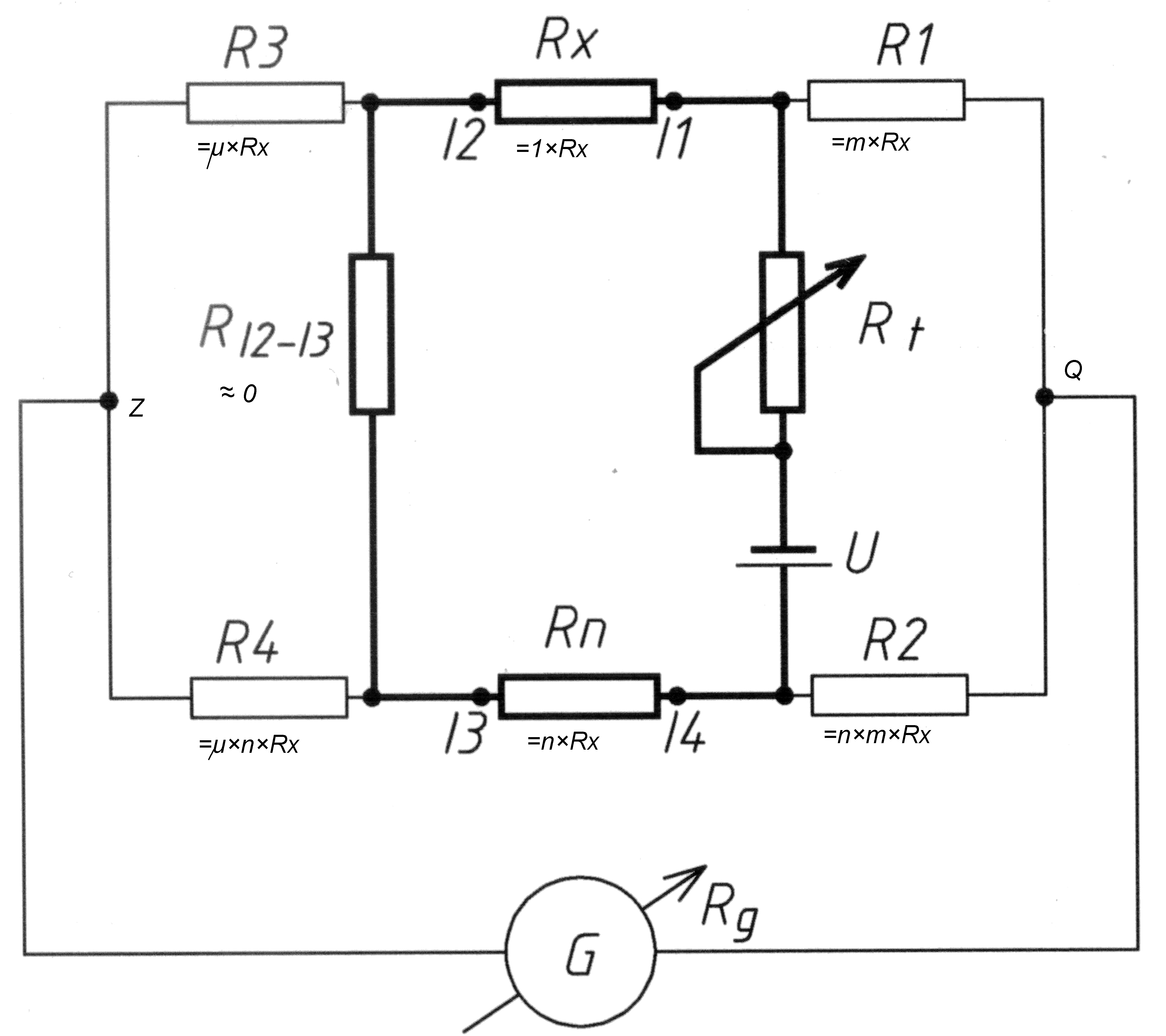
Thomson-híd a galvanométer felől nézve

A Thomson-híd, mint áramkör a galvanométerből nézhető, ellenállása így Rk. Kiegyenlített állapotban a Q és a Z pont potenciálja azonos, így Ig=0. Ha az egyes ágak ellenállása a mérendő Rx-szel kifejezve egyensúlyi állapotban:
{\displaystyle R_{1}=m\cdot R_{x},R_{3}=\mu \cdot R_{x}},
{\displaystyle R_{n}=n\cdot R_{x},R_{2}=n\cdot m\cdot R_{x},R_{4}=n\cdot \mu \cdot R_{x}},
{\displaystyle R_{I2-I3}=v\cdot R_{x}}.
akkor, mint az a fentiekből könnyen levezethető, a keresett ellenállás
{\displaystyle R_{k}=R_{x}\cdot {{1+m+\mu } \over {1+(1/n)}}=R_{x}\cdot n\cdot {{1+m+\mu } \over {n+1}}}.
Az érzékenység vizsgálatánál feltételezzük, hogy a galvanométer kritikus külső ellenállása valamivel kisebb, mint a híd Rk külső ellenállása:
Rkr<Rk és Rk= 1,1...1,2×Rkrit
Ha Rk<Rkr, akkor a hiányzó ellenállást a galvanométerrel sorba kell kötni a híd és a műszer közé.
Ha Rk>1,2×Rkr, akkor a galvanométerrel párhuzamosan kell kapcsolni akkora Rs söntellenállást, hogy az eredő külső ellenállás (T) a galvanométerből nézve
{\displaystyle T={r_{k}\cdot R_{s} \over r_{k}+R_{s}}} ≈ {\displaystyle 1,1...1,2\cdot R_{kr}} legyen.

## Érzékenysége
Azonos ellenállások mérésekor, azonos feszültségről táplálva, azonos galvanométert alkalmazva a Thomson-híd érzékenysége (ET) kisebb, mint a Wheatstone-hídé (EW).
{\displaystyle E_{T}=F\cdot E_{W}}, ahol {\displaystyle F={\sqrt {1+m \over 1+m+n}}}, és F<1.

## A fő áramkör kialakítása

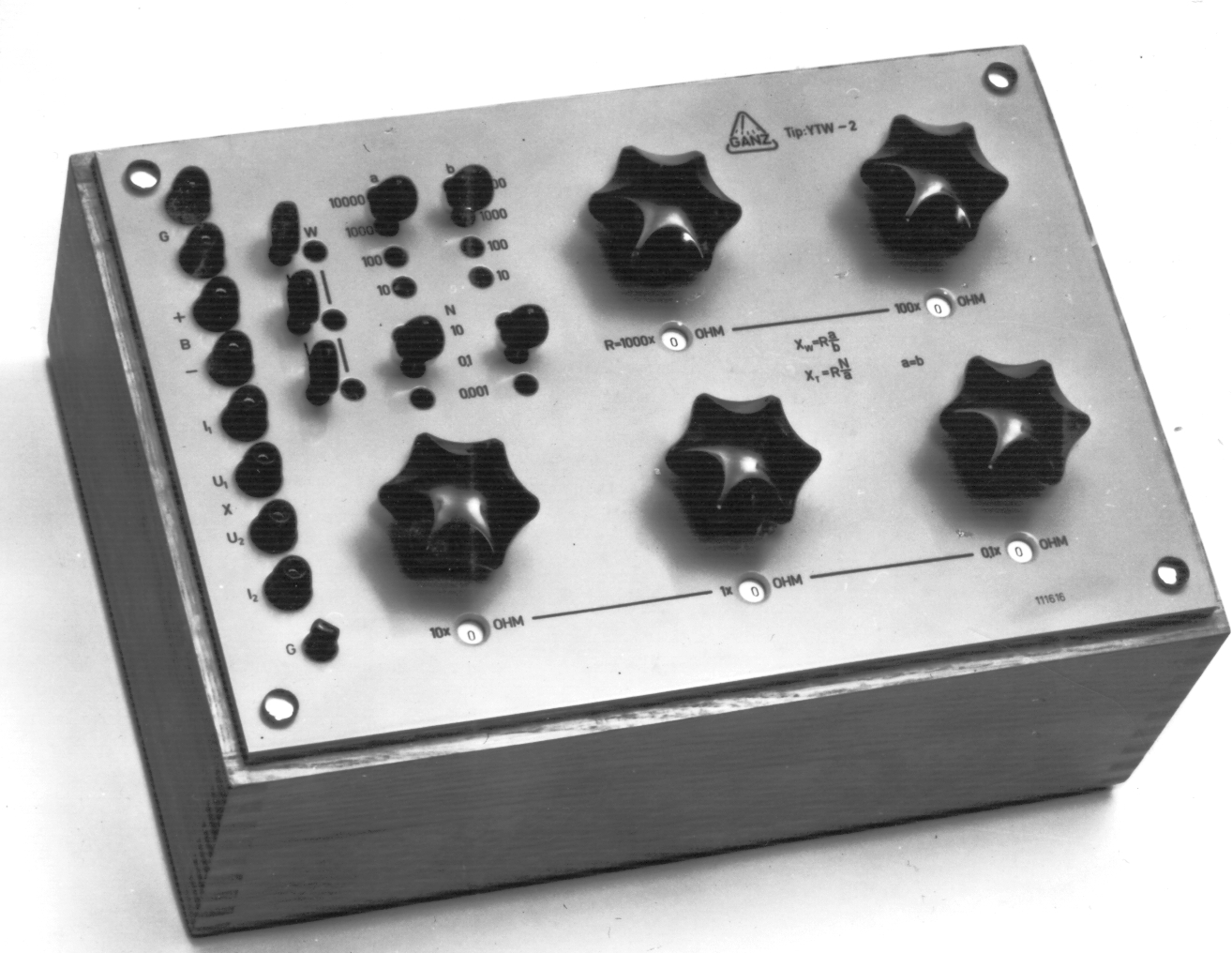
Egybeépített Wheatstone–Thomson-híd

A fő áramkört úgy kell kialakítani, hogy az Rx és Rn ellenállásokat összekötő vezeték (RI2-I3) ellenállása a lehető legkisebb legyen (ideális eset RI2-I3≈0). Ekkor a híd érzékenysége nő (IG:I aránya megnő).
Ha a fő áramkört az Rx és Rn között megszakítják, akkor a Thomson-híd Wheatstone-híddá alakul, amelyben az ágak Rx+R3, Rn+R4, R1+R2.
Gyártanak olyan hidakat is, ahol ezt kihasználva egybeépített Thomson–Wheatstone-hidat építenek.

## A mérés menete

### A mérés előfeltételei
A mérő áramkörben ne legyenek „belső” feszültségek, ne legyenek kontaktus-feszültségek stb. A mérés folyamán minden, nem a mért értékből következő, a mérést meghamisító tényezőt ki kell zárni.
Meg kell róla győződni, hogy a mérés a mérési utasításban szereplő árammal fog történni, vagy annál kisebbel. Általában a használt etalon-ellenállás, vagy normálellenállás terhelhetősége a meghatározó.
Lényeges előfeltétel még a csatlakozó kapcsok tisztasága, kitűnő szigetelése, a bekötővezetékek kifogástalan állapota.
A mérendő ellenállás a mérési pontokon fémtiszta-, szennyeződéstől-, oxidtól-, szigeteléstől mentes legyen. Különös gondossággal kell megtisztítani a manganinból készült ellenállásokat, ha azt lágyforrasztással rögzítik, mivel nehezen forrasztható.

### Az adott nagyságú ellenállás értékének meghatározása
Ismeretlen értékű ellenállásoknál figyelembe kell venni, a megengedhető legnagyobb áramot. Mindig kisebb áramértékkel kell kezdeni a mérést, nehogy az ellenállás károsodjon. A galvanométer kitérési irányának megfelelően a hídon beállított értéket növelni, vagy csökkenteni szükséges. Célszerű a mérés előtt az ellenállás keresztmetszetének ismeretében számítást végezni, és a mérőáramot ennek függvényében meghatározni. Ekkor az áramsűrűség nem haladhatja meg a 2 A/mm² értéket. Az ellenállás pontos értékének meghatározásához (a galvanométer teljes árammentes állapotához), esetenként két interpoláló szelencét használnak.

### Ellenállás adott értékre történő bemérése

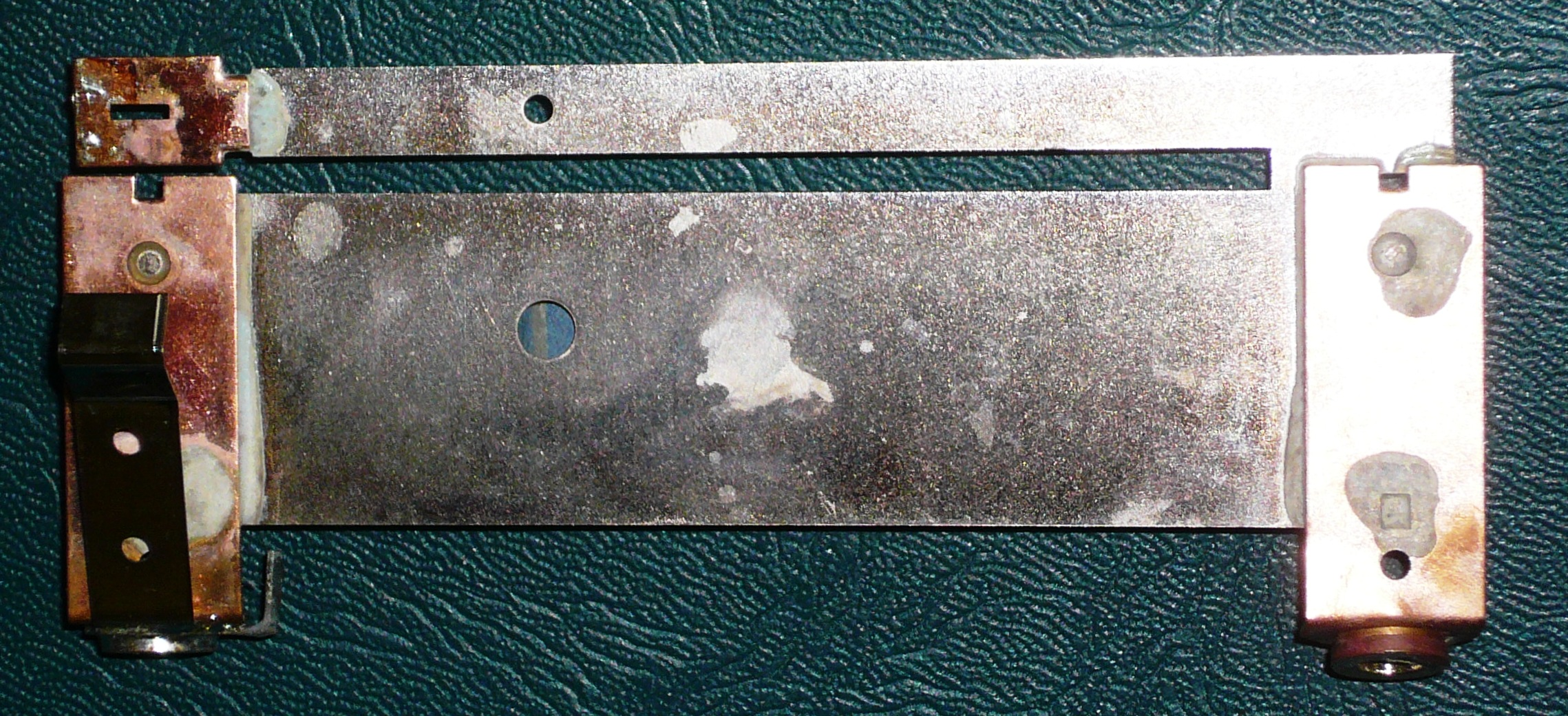
Lapsönt értékének beállítása lyukasztással. A képen még látszik a folyasztószer maradványa.

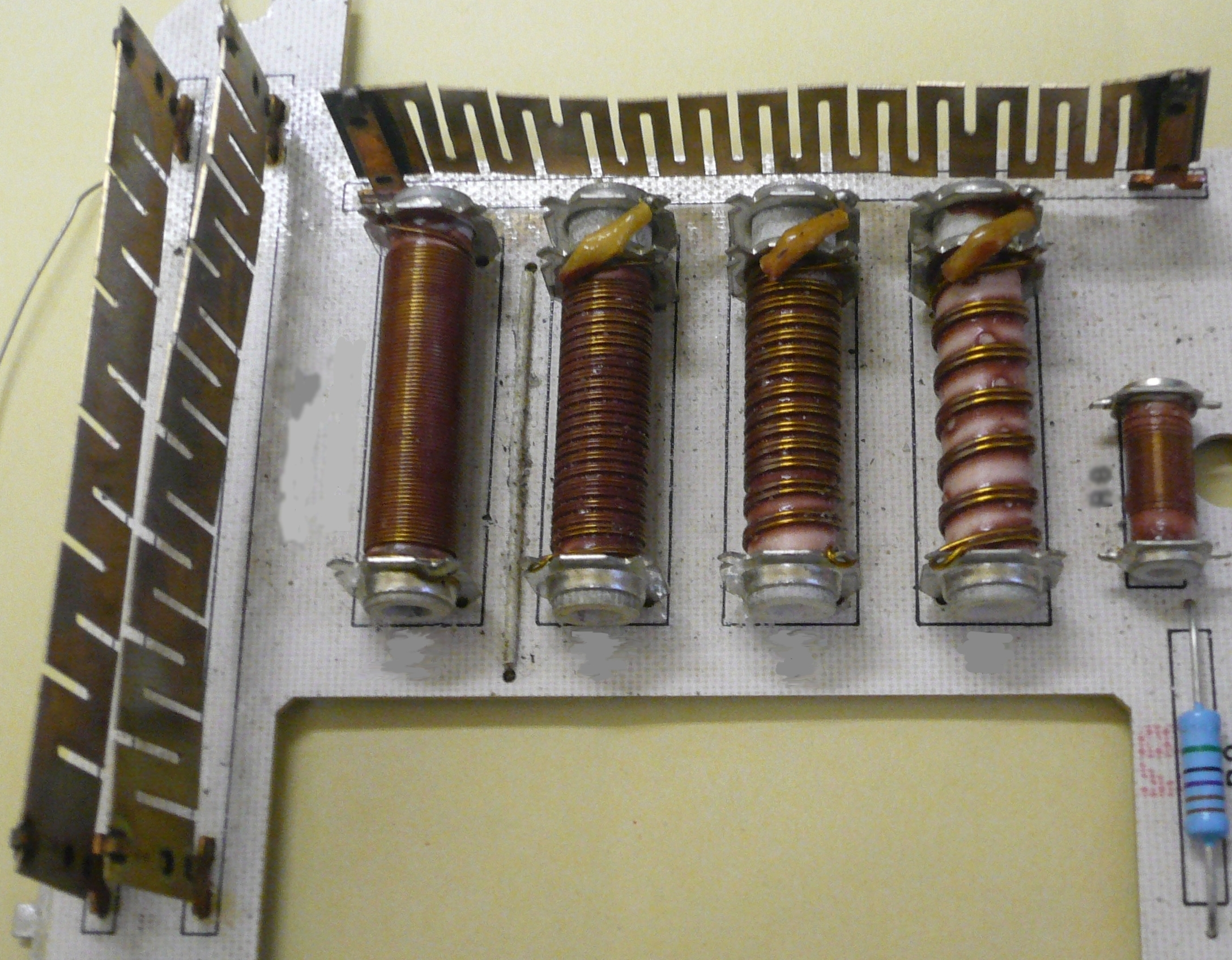
Univerzális műszer Ayerton-féle söntellenállás sora. Jól látható a beméréshez használt becsípés eltérő mérete.

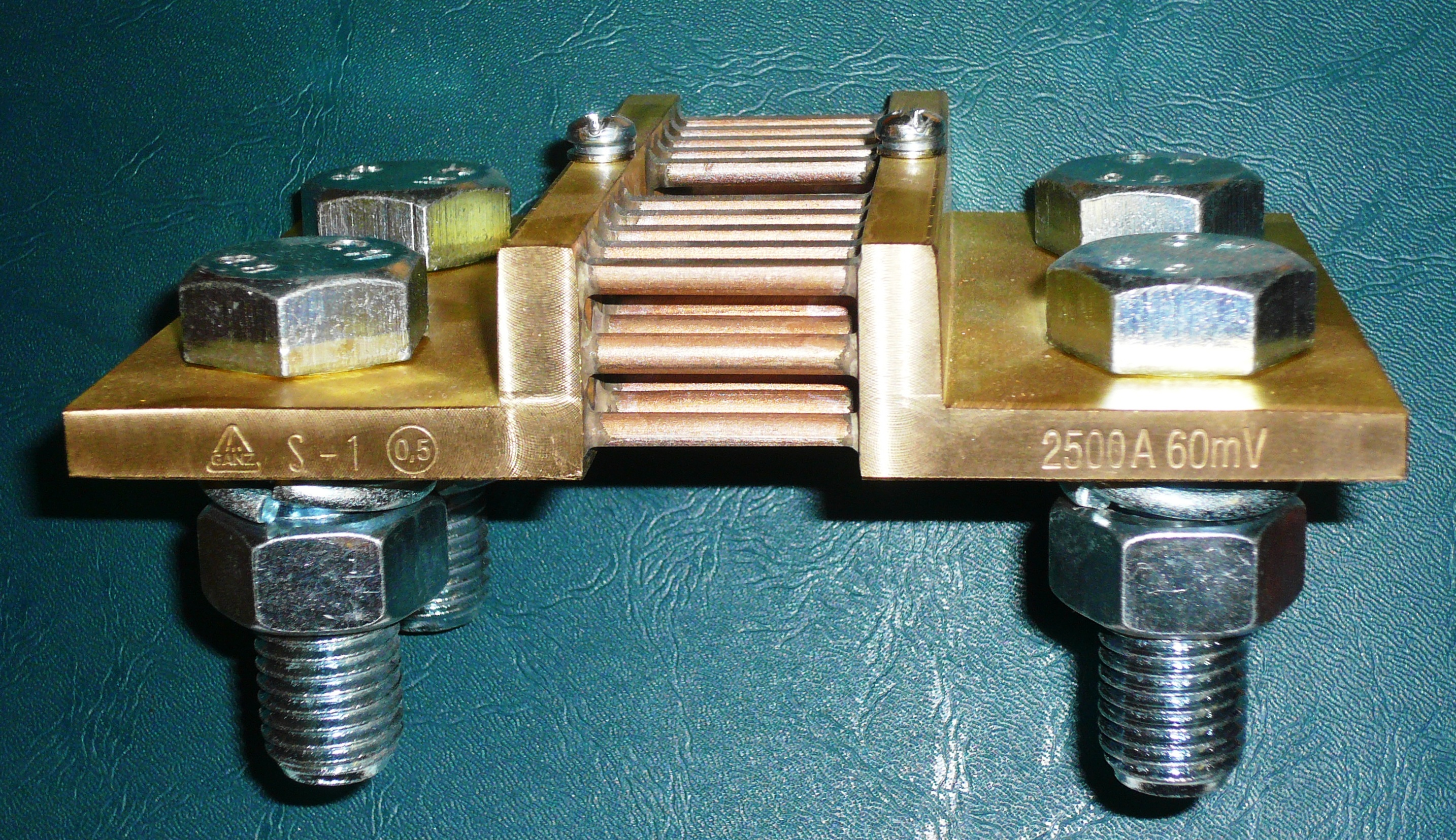
2500 A 60 mV söntellenállás. A képen látható, hogy az érték beállítása az alsó és felső sönthuzalok egyenletes bereszelésével történt

Söntellenállásoknál a gyakorlatban inkább ez szokott előfordulni. A hídon beállítják a mérendő mennyiséget. Ha nincs beépített normálellenállás, akkor az Rn helyére egy nagy pontosságú etalon-ellenállást, vagy egy külső normálellenállást tesznek. A jól méretezett söntellenállásnál a galvanométer a kisebb értéknek megfelelő irányba tér ki. Ekkor a keményforrasztással beforrasztott manganin keresztmetszetét reszeléssel, marással vagy csiszolással csökkenteni kell. Itt ügyelni kell arra, hogy a keményforrasztás folyasztószerének eltávolítására, a felület homogenizálására a kész darabokat savval maratják. Ez, bármilyen gyorsan végzik is el a műveletet, a keresztmetszetet csökkenti és ezzel az ellenállást növeli. Beméréskor törekedni kell arra is, hogy a keresztmetszet csökkentése elosztva történjen, ne rövid szakaszra koncentrálódjon, mivel ezen a részen az áramsűrűség a megengedettnél nagyobb lehet. Lemezből készült söntellenállásoknál elterjedt gyakorlat még a lemez becsípésével, annak hosszának növelése. A képen jól látható a beméréshez használt becsípés kisebb mélysége, valamint a kívánt ellenállás érték beállítása történhet még a lemez lyukasztásával és ezzel a keresztmetszet csökkentésével. Huzalellenállásoknál szokásos még a huzal rövidítése.
Ayerton-féle söntellenállás bemérésekor a mérést a közös ponthoz legközelebb lévő, legnagyobb áramú, (legkisebb ellenállású) söntnél kell kezdeni. Valamennyi söntellenállás értékét ehhez a közös ponthoz viszonyítva kell bemérni. Amennyiben a kombinált sönt nem egy egységet képez, hanem több darabból építik össze, megfelelő, ha a kísérletekkel megállapított tapasztalati érték szerinti ellenállásokat egy ennek megfelelő értékű etalon-ellenállással hasonlítják össze. Így ezek az ellenállások csereszabatosan beépíthetőek.

## A mérés lehetséges hibái

### Nem megfelelő betáplálás
Mint a híd kapcsolási vázlatán is látható az árambetáplálás (I1 és I2) a négyvezetékes mérésnek megfelelően, mintegy közrefogja az Rx ellenállás definíciós pontjait, ahol az U1 és U2 feszültségesés fellép. Az Rx ellenállás értéke ezen két pont között értelmezhető. Nem megengedhető a kapcsok felcserélése például az I1, U1, I2 U2 sorrendnek megfelelően. Értelemszerűen a tápegységnek akkora terhelhetőségűnek kell lenni, hogy a méréshez szükséges nagyságú áram még ne okozzon túlterhelést. Az árambevezetéshez használt huzal keresztmetszetére csak az a megkötés vonatkozik, hogy az átfolyó áram még ne haladja meg a szabad vezetékeknél megengedett 10 A/mm² értéket. Természetesen a nagyobb keresztmetszet nem jelent problémát, hanem előnyös lehet. A gyakorlatban általában a tápegységről levehető áramnak megfelelő legnagyobb áramterheléshez méretezik. Söntellenállások esetében a minimálisan elvárható áramterhelhetőség általában 100 A. Az ennél nagyobb áramú bemérni kívánt söntellenállásokat így is a névleges áramnál kisebb árammal üzemeltetik, ami a galvanométer kisebb kitérését eredményezi.

### Nem megfelelő szigetelések
A híd alaplemeze mechanikailag szilárd, kiváló szigetelő anyagból készül. A bakelizált anyagok erre a célra nem felelnek meg, mivel ridegek, és a bennük lévő hajszálrepedések miatt nedvszívók. A keménygumi (ebonit) a töltőanyagnak használt (korom) miatt szintén nem megfelelő. 
Fontos, hogy a mérendő eszköz és a mérési hozzávezetések tiszták és szennyeződésmentesek legyenek. Kerülni kell a söntellenállás megmunkálása során eltávolított reszeléknek a kúpos dugaszolóaljzatba jutását. Ezeket az aljzatokat időnként sűrített levegővel ki kell fújni.

### Átmeneti ellenállások megnövekedése
A gyárilag készített hidak forgókapcsolóit és kúpos dugóit a gyártó előírása szerint rendszeresen karban kell tartani. Ez általában savmentes vazelinnel történő megkenést jelent. A jól karbantartott kapcsolók átmeneti ellenállása 0,005 Ω, míg a kúpos dugaszoké 0,0001 Ω, ami a műszaki gyakorlatban többnyire elhanyagolható.

### Elektromágneses zaj
Zaj keletkezhet a mérővezetékekben, ha azok nem periodikusan, de lassan változó mágneses térben helyezkednek el, vagy ők maguk mozognak a mágneses térben. A hatás csökkentése érdekében célszerű önhordó, tömör vezetéket használni. A gumiszigetelésű hajlékony vezetők rájuk forrasztott sarukkal erre a célra nem felelnek meg. Segíthet még az árnyékolt vezeték használata, mely ezt a hibát teljesen kiküszöböli.

### Termofeszültségek (Seebeck-effektus)

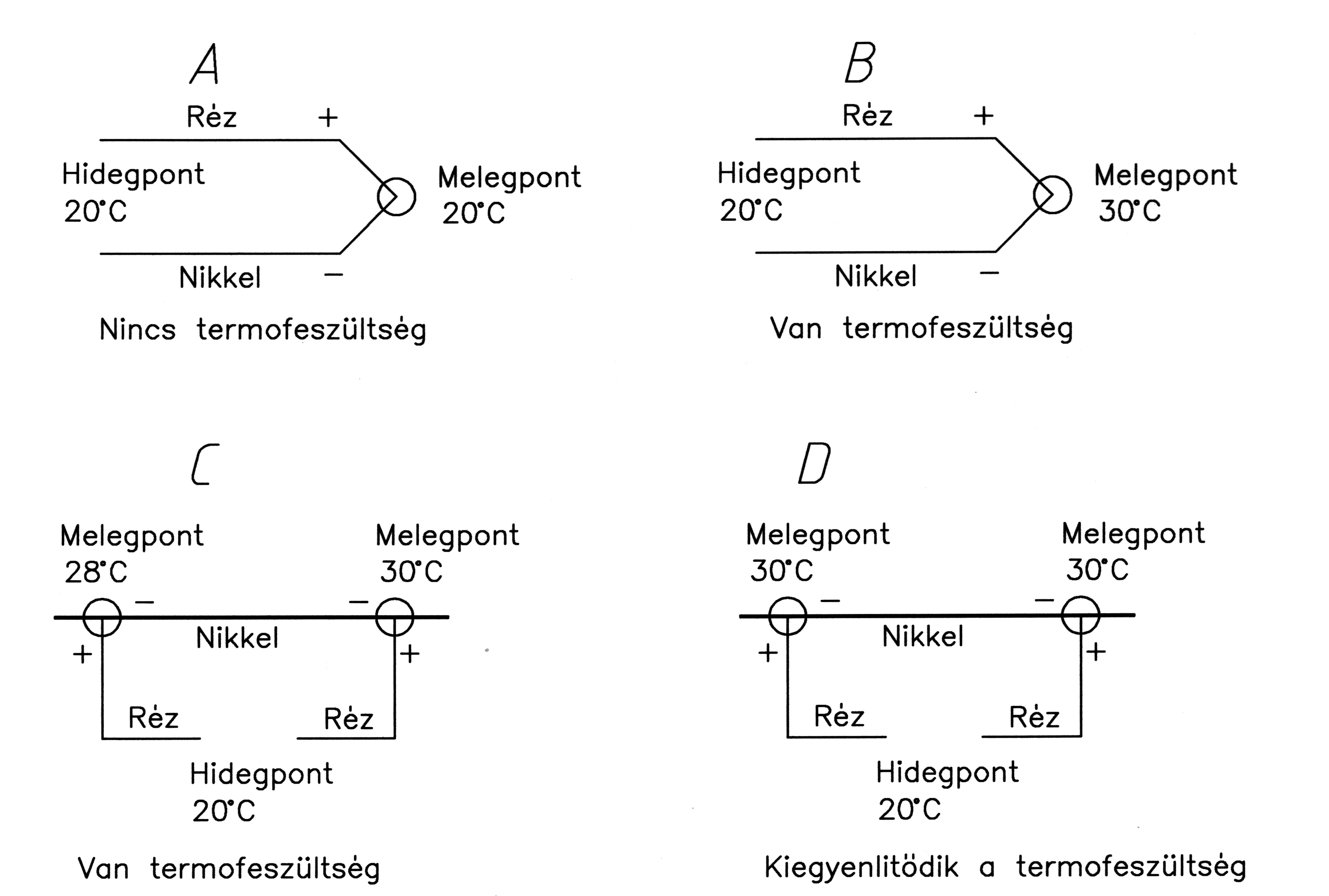
Termofeszültség keletkezése rosszul megválasztott mérési elrendezésnél

Kis értékű ellenállások mérése esetén hibát okozhat a termofeszültségek jelenléte. Ezek a feszültségek két különböző fém (például vörösréz és nikkel) összeérintésekor jönnek létre a melegpont és a hidegpont között. A létrejött feszültség a fémek anyagától, valamint a melegpont és a hidegpont közötti hőmérsékletkülönbségtől függ. Ha az összeérintés helye és a szabad végek hőmérséklete eltérő, akkor az összeérintés helyén elektromotoros erő támad. (Nevét Thomas Johann Seebeckről kapta.) A jól kivitelezett hídnál nincs különbség a két pont hőmérséklete között. (A és B ábra) Előfordulhat, hogy nikkelhuzal, vashuzal ellenállását kell megmérni. Ekkor a vörösréz mérővezetékek miatt a melegpont a nikkel és a vörösréz találkozási pontjaihoz esik, míg a műszer bemenetén van a hidegpont. Ha a melegpontok hőmérséklete eltérő, akkor a keletkező elektromotoros erő a mérést meghamisíthatja. (C ábra) Ha a két melegpont hőmérséklete megegyezik, akkor a keletkező két elektromotoros erő egymást éppen kiegyenlíti. (D ábra)
Ahol a mérendő ohmos ellenállások a rézzel hőelemet képezhetnek a mérést a tápfeszültség polaritásának felcserélésével is elvégzik, és a két mérési eredmény átlagát veszik figyelembe. Mivel az így fellépő elektromotoros erő nem függ a mért ellenállás nagyságától, így a galvanométer feszültségéhez mintegy hozzáadódik, a polaritáscserével a galvanométer árama előjelet vált, ugyanakkor az elektromotoros erő nem.

#### Néhány fém termoelektromos feszültségsora (pozitívtól a negatív felé)
- Sc, Sb, Fe, Sn, Cu, Ag, Au, Zn, Pb, Hg, Pt, Ni, Bi[16]

A melegpont melegítésekor az az ág lesz pozitív a másikhoz képest, amelyik a sorban előbb helyezkedik el.

### Hőmérsékleti hatások
Fontos szem előtt tartani, hogy a legtöbb anyag ellenállása a hőmérséklettel változik. A mérőáram a mérendő ellenállásokon átfolyva azokat felmelegíti, és így a mérési eredményt meghamisíthatja. A kis értékű ellenállások minden esetben manganinból készülnek, amelynek a hőfokfüggése gyakorlatilag elhanyagolható. Kivételes esetnek számít, ha vörösrézből, vagy alumíniumból készült ellenállásra van szükség egyes mV-mérők hőkompenzációjához. Ezek hőmérsékletfüggése nem elhanyagolható, megközelítőleg 4%/10 °C. Gondoskodni kell a mérés idejének lecsökkentéséről, ezen ellenállások hűtéséről, vagy megvárni, amíg felveszik a környezeti hőmérsékletet. Ezt a hőkompenzációs megoldást a negatív hőfokfüggésű ellenállások NTC elterjedése gyakorlatilag teljesen kiszorította.

#### Környezeti hőmérséklet
A mérés során ügyelni kell a környezeti hőmérséklet hatására is. A mérést laboratóriumi körülmények között 20 °C hőmérsékleten végzik. Ettől eltérő hőmérséklet esetén a bemérendő értéknél figyelembe kell venni a bemérendő anyagra jellemző hőmérsékleti együtthatót, és a tényleges hőfoknak megfelelően a bemérést ennyivel korrigálni kell, vagy a mérést követően a mért értéket vissza kell számolni 20 °C-ra.

### Elektrolitok ellenállásának mérése
Elektrolitok ellenállását egyenáramú táplálással nem szabad mérni, annak elektrolitikus hatása miatt. Ilyenkor váltakozó árammal táplált Wheatstone-hidat használnak, általában hangfrekvencián (f=300…1000 Hz), nullműszerül telefonhallgatót vagy vibrációs galvanométert használva.

## Mérés differenciál galvanométerrel

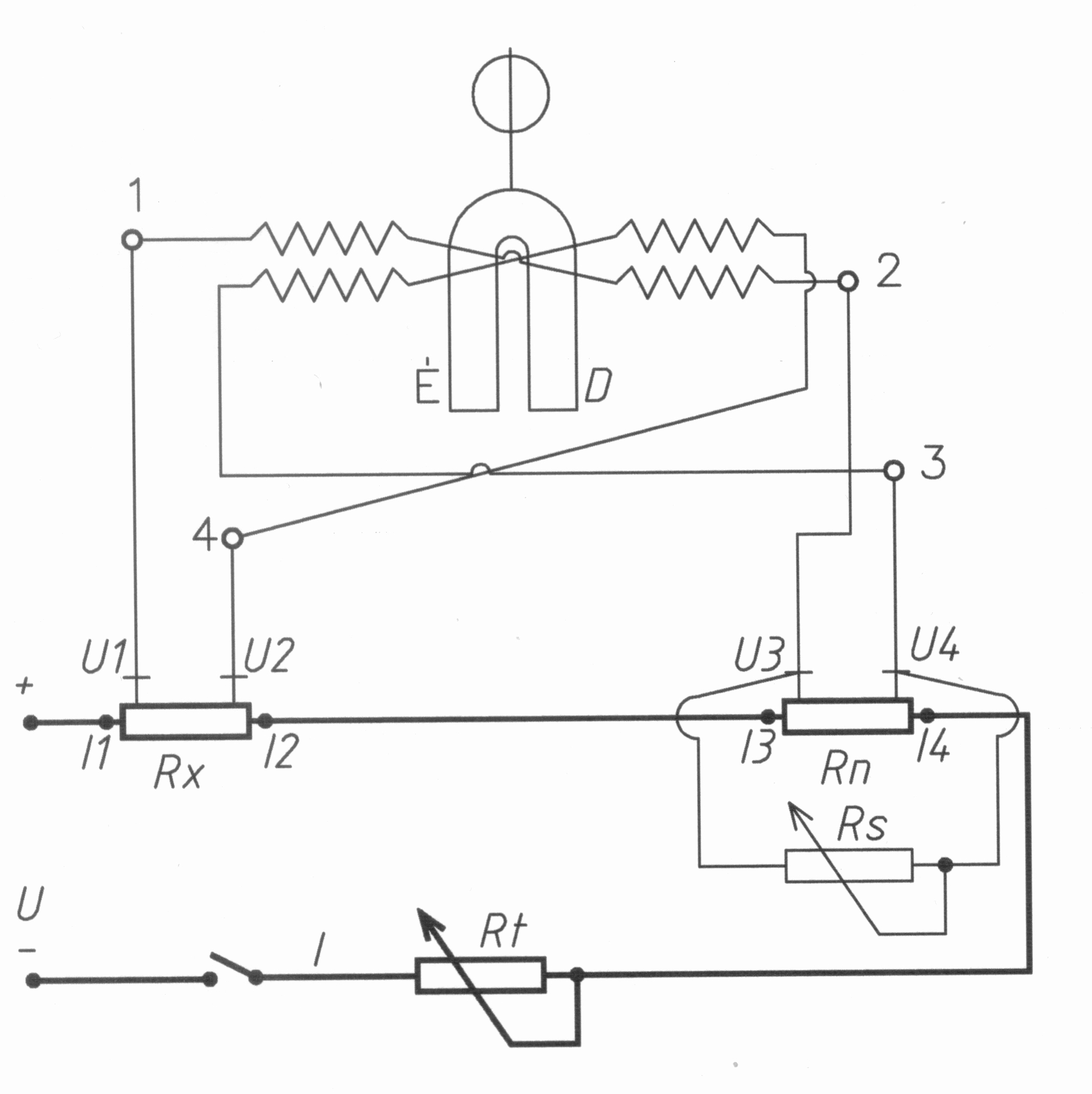
Két kis értékű ellenállás összemérése differenciál galvanométer útján

Különleges érzékenységgel és igen pontosan lehet összehasonlítani kis ellenállásokat differenciál galvanométerrel, ha a két ellenállás közel egyenlő értékű. A Thomson-híd kapcsolási vázlatának megfelelően az egyik tekercspárt az U1–U3, míg a másikat az U2–U4 potenciálpontok közé kötik, ügyelve arra, hogy a két lengőrendszer egymás ellen dolgozzon. Lényeges szempont a két tekercspár teljes szimmetriája. (A szimmetria fennáll, ha az áram átfolyatása közben az egyik tekercs kivezetéseit a másikkal közösítik, és a műszer nem mutat kitérést.) A két ellenállás közül a nagyobbikra (pl. Rn) az U3–U4 kapcsokra egy Rs söntellenállást kötnek. Ennek változtatásával a hidat kiegyenlítik.  Ekkor

### Az áramköri feszültség hatása
Mivel a mérés hídkapcsolásban történik, az áramköri feszültség kisebb ingadozása nincs hatással a mérés eredményére. A feszültség változásának hatására az átfolyó áramok értéke is változni fog, de azok egyformán változva a kitérést kiegyenlítik.